# Leptonemertes chalicophora
Leptonemertes chalicophora is een snoerwormensoort uit de familie van de Acteonemertidae. De wetenschappelijke naam van de soort werd, als Geonemertes chalicophora, voor het eerst geldig gepubliceerd in 1879 door Graff.

## Kenmerken
L. chalicophora is een landsnoerworm die als volwassen dier zo'n 12 mm lang wordt. Het heeft een flesvormig en melkwit lichaam met een lichtrode voorkant. Onderscheidend kenmerk is dat volwassen dieren vier ogen hebben die twee aan twee achter elkaar geplaatst zijn; de achterste twee zijn kleiner en staan verder uit elkaar. Net als bij andere landsnoerwormen zijn in het lichaam bij vrouwelijke exemplaren witte eivormige vlekken zichtbaar.

## Verspreiding
Van oorsprong  komt L. chalicophora van de eilanden in de Noord-Atlantische Oceaan, namelijk op Madeira en de Azoren-eilanden São Miguel, Faial en Flores. Verder wordt deze soort ook op de Canarische Eilanden (Gran Canaria en Tenerife) aangetroffen. In 2023 werd deze exoot voor het eerst in Nederland gevonden in kassen in Amersfoort en Amsterdam.